# Zuñi (langue)
Pour l’article homonyme, voir Zuñi.
Le zuñi  (ou zuni) est une langue amérindienne isolée parlée aux États-Unis, au Nouveau-Mexique par les Zuñi, un peuple pueblo.

## Classification
Le zuñi est une langue isolée. 